# Jun Fukuyama
Jun Fukuyama (jap. 福山 潤 Fukuyama Jun; ur. 26 listopada 1978 w Fukuyamie, w prefekturze Hiroshima) – japoński seiyū. Wcześniej należał do agencji Aoni Production, Production Baobab i Axlone, obecnie współpracuje z Blackship. W 2007 roku zdobył pierwszą nagrodę Seiyū Awards dla najlepszego aktora w roli głównej jako Lelouch Lamperouge w Code Geass. Był na okładce #28 wydania japońskiego magazynu Newtype Voice (październik 2008 r.).

## Role głosowe
Ważniejsze role są pogrubione

### Seriale anime
1998
- Himitsu no Hanazono ~Kiseki Toiu na no Mahō~ (Dikon)
- Guardian Angel Getten (Blackboard Eraser)
- Yoshimoto Muchikko Monogatari (Ronbū Aria Tsushi)
- Record of Lodoss War: Chronicles of the Heroic Knight (Dark Elf C)

1999
- Turn A Gundam (Keith Laijie)

2000
- Gakkō no Kaidan (uczniowie)
- Boogiepop Phantom (Masashi Saotome, Manticore Phantom)
- Muteki Ō Tri-Zenon (Akira Kamoi)

2001
- Offside (Ikenaga, Takatsuki, Mamoru Shimamoto)
- Angelic Layer (Kōtarō Kobayashi)
- Gekitō! Crush Gear Turbo (Taka)
- Jungle wa Itsumo Hare Nochi Gū (Harry)
- Seikai no Senki II (kierownik lotniska A)
- Hellsing (asystent)
- Yobarete Tobidete! Akubi-chan (Cameraman, Shirōma Student)

2002
- Witch Hunter Robin (Haruto Sakaki)
- Kiddy Grade (Tweedledum)
- Crayon Shin-chan (Kyūji Oda)
- Saishū Heiki Kanojo (Ground Staff 1)
- Chōjūshin Gravion (Tōga Tenkūji)
- Denkōchō Tokkyū Hikarian (Lightning Tsubasa)
- Duel Masters (Tōru Kamiya)
- Tenchi Muyo! GXP (Alan)
- Tokyo Underground (Crony)
- Dragon Drive (G)
- Nintama Rantarō (Hemaru, Mōja, Yakeatotsumutake Ninja, Foot Soldier)
- Hungry Heart: Wild Striker (Masahiko Shinkawa)
- Piano: The Melody of a Young Girl's Heart (Kazuya Takahashi)
- Heat Guy J (Ian Nurse)
- Princess Tutu (uczeń)
- Full Metal Panic! (Shōta Sakamoto, AI, Hiroshi Kasuya)
- Detektyw Conan (Kendō Club Staff A)

2003
- E's Otherwise (Juma D'Arves Arc)
- F-Zero: GP Legend|F-Zero: Falcon Densetsu (Tōrukamu)
- Saiko Robot Conbock (a.k.a. Saiko Robot Konbokku) (Sadoken)
- Submarine Super 99 (Susumu Oki)
- Di Gi Charat Nyo (Ned, Gunman, Mamonburū)
- The World of Narue (Masaki Maruo)
- Nintama Rantarō (Młody Samuraj)
- Full Metal Panic? Fumoffu (Issei Tsubaki)
- Pluster World (Beetma)
- Mermaid Melody Pichi Pichi Pitch (Kōsuke Sakiya)
- Yami to Bōshi to Hon no Tabibito (Āya, Narration, Ryūken Kishima)
- MegaMan NT Warrior (Searchman)

2004
- Onmyō Taisenki (Riku Tachibana)
- Gankutsuō: The Count of Monte Cristo (Viscount Albert d'Morcerf)
- Kyo Kara Maoh! (Rick)
- Get Ride! AM Driver (Roshette Keith)
- Samurai Champloo (Foot Soldier)
- Zoids Fuzors (Gilbert)
- Sore Ike! Zukkoke Sannin Gumi (Shige Tsukuda)
- W ~Wish~ (Junna Tōno)
- Chōjūshin Gravion Zwei (Tōga Tenkūji)
- B-Daman (Junia)
- Bleach (Mizuiro Kojima, Yumichika Ayasegawa)
- Madlax (Ains)
- Misaki Chronicles (Kiri Otōto)
- Yūgo ~Negotiator~ (chłopiec, żołnierz 7)
- MegaMan NT Warrior Stream (Searchman)

2005
- The Law of Ueki (Anon)
- Oku-sama wa Joshi Kōsei (Kōhei Iwasaki)
- Glass no kamen (Yū Sakurakōji)
- Karin (Makoto Fujitani)
- Gunparade Orchestra (Yūto Takeuchi)
- Cluster Edge (Beryl Jasper)
- Eureka Seven (Young Norb)
- Jigoku shōjo (Gill d'Ronfell)
- Tsubasa Reservoir Chronicle (Kimihiro Watanuki)
- To Heart 2 (Takaaki Kōno)
- Happy Seven (Kikunosuke Kagawa)
- Blood+ (Guy)
- Full Metal Panic! The Second Raid (Friday (Mao's AI))
- Pokémon: Advanced Generation (Tomono)
- Kaiketsu Zorori (Fish (uczeń), inne dziecko Zorori)
- Loveless (Yayoi Shioiri)
- MegaMan NT Warrior Beast (Searchman)

2006
- Inukami! (Keita Kawahira)
- Innocent Venus (Chinran)
- Gakuen Heaven (Keita Itō)
- Kin'iro no Corda ~primo passo~ (Keiichi Shimizu)
- Code Geass: Lelouch of the Rebellion (Lelouch Lamperouge)
- Shōnen Onmyōji (Toshitsugu Fujiwara)
- Busō Renkin (Kazuki Mutō)
- Black Blood Brothers (Zelman Clock)
- Princess Princess (Tōru Kōno)
- ×××HOLiC (Kimihiro Watanuki)
- MegaMan NT Warrior BEAST+ (Searchman)

2007
- Ōkiku Furikabutte (Kōsuke Izumi, Hiroyuki Oda)
- Over Drive (Mel)
- Kaze no stigma (Tatsuya Serizawa)
- KimiKiss pure rouge (Akira Hiiragi)
- Jūshin Enbu: Hero Tales (Taigatei)
- Ghost Hound (Masayuki Nakajima)
- Saint Beast: Kōin Jojishi Tenshi Tan (Chief Priest Pandora)
- D.Gray-man (Rikei)
- Hayate no Gotoku! (Puppet Butler)
- Moonlight Mile (Malik Ali Muhammad)
- Rental Magica (Itsuki Iba)
- Okane ga Nai (Yukiya Ayase)

2008
- Amatsuki (Tokidoki Rikugō)
- Vampire Knight (Aidō Hanabusa)
- Vampire Knight Guilty (Aidō Hanabusa)
- Spice and Wolf (Kraft Lawrence)
- Linebarrels of Iron (Hisataka Katō)
- Code Geass: Lelouch of the Rebellion R2 (Lelouch Lamperouge)
- Special A (Kei Takishima)
- ×××HOLiC Kei (Kimihiro Watanuki)
- Macross Frontier (Luca Angeloni)
- Kuroshitsuji (Grell Sutcliff)
- Eve no jikan (Rikuo)
- Hayate the Combat Butler (Puppet Butler)

2009
- Akikan! (Kakeru Daichi)
- Viper’s Creed (Haruki)
- Sora Kake Girl (Leopard)
- Hanasakeru seishōnen (Carl Rosenthal)
- Valkyria Chronicles (Maximilian)
- Kin'iro no Corda ~secondo passo~ (Keiichi Shimizu)
- Spice and Wolf II (Kraft Lawrence)
- Pandora Hearts (Vincent Nightray)
- 07-Ghost (Hakuren Oak)
- Tegami Bachi (Gauche Suede/Noir)
- Saki (Kyōtarō Suga)
- Shangri-La (Sion Imaki)
- Nyan Koi! (Tama, Haruhiko)
- Jewelpet (Dian/Andy)

2010
- Densetsu no Yūsha no Densetsu (Ryner Lute)
- Durarara!! (Shinra Kishitani)
- Jewelpet Tinkle ☆ (Dian)
- Kobato. (Kimihiro Watanuki)
- Kuroshitsuji II (Grell Sutcliff)
- MM! (Taro Sado)
- Nurarihyon no Mago (Rikuo Nura)
- Ookiku Furikabutte ~Natsu no Taikai-hen~ (Kousuke Izumi)
- Sekirei: Pure Engagement (Hayato Mikogami)
- Star Driver: Kagayaki no Takuto (Shindō Sugata)
- Starry Sky (Azusa Kinose)
- Tegami Bachi: Reverse (Gauche Suede/Noir)
- Togainu no chi (Rin)
- Uragiri wa Boku no Namae o Shitteiru (Tsukumo Murasame)
- Working!! (Sōta Takanashi)

2011
- Ao no Exorcist (Yukio Okumura)
- Battle Spirits: Heroes (Tegamaru Tanashi)
- Blood-C (Pies (Kimihiro Watanuki z ×××HOLiC w przebraniu))
- Deadman Wonderland (Bundō Rokuro)
- Horizon on the Middle of Nowhere (Tōri Aoi)
- Itsuka Tenma no Kuro Usagi (Hinata Kurenai)
- Last Exile: Fam, the Silver Wing (Olan)
- Nurarihyon no Mago: Sennen Makyō (Rikuo Nura)
- Nyanpire (Nyatenshi)
- Phi Brain: Kami no Puzzle (Gammon Sakanoue)
- Working'!! (Sōta Takanashi)

2012
- Arcana Familia -La storia della Arcana Famiglia- (Libertà)
- The Knight in the Area (Suguru Aizawa)
- Kingdom (Ying Zheng)
- Shirokuma Café (Panda-kun)
- New Prince of Tennis (Ken'ya Oshitari)
- Pocket Monsters Best Wishes! (Suwama)
- Arve Rezzle: Kikaijikake no Yōseitachi (Remu Mikage)
- Horizon on the Middle of Nowhere II (Tōri Aoi)
- Hyōka (Jirō Tanabe)
- Jinrui wa Suitai Shimashita (Asystent)
- K (Yata Misaki)
- Natsuyuki Rendezvous (Shimao Atsushi)
- Magi: The Labyrinth of Magic (Cassim)
- Miłość, gimbaza i kosmiczna faza (Togashi Yuuta)

2013
- Otona Joshi no Anime Time (Fumio Yamamoto)
- Danball Senki Wars (Kyouji Itan)
- Cuticle Tantei Inaba (Mori Masashi)
- Genshiken Nidaime (Manabu Kuchiki)
- Maoyu (Hero)
- Kingdom 2nd series (Eisei)
- Jewelpet Happiness (Mori Toshiro)
- Makai Ouji: Devils and Realist (Kevin)
- RDG Red Data Girl (Yukimasa Sagara)[50]
- Ketsuekigata-kun (Blood Type A)
- Valvrave the Liberator (A-drei)
- Mushibugyo (Chou Fukumaru)
- Nyuru Nyuru!! Kakusen-kun (Kakusenpai)
- Kuroko’s BasketKuroko no Basket (Makoto Hanamiya)
- Genshiken 2nd Season (Manabu Kuchiki)

2014
- Miłość, gimbaza i kosmiczna faza: Porywy serca (Togashi Yuuta)
- Noragami (Kazuma)

2015
- Binan Kōkō Chikyū Bōei-bu Love! (Ibushi Arima)
- Shirayuki. Śnieżka o czerwonych włosach (Raji Shenazard)
- Ansatsu Kyoushitsu (Koro-Sensei)

2016
- Klasa skrytobójców (Koro-sensei)
- Bungou Stray Dogs – Bezpańscy literaci (Ango Sakaguchi)

2022
- Uncle from Another World (Takafumi Takaoka)[3]

### OVA
- Okane ga nai (Yukiya Ayase)
- Mobile Suit Gundam MS IGLOO (Lieutenant Hideto Washiya)
- Mobile Suit Gundam Seed C.E. 73 Stargazer (Sol Ryūne l'Ange)
- Cluster Edge Special Episode (Beryl Jasper)
- Code Geass: Lelouch of the Rebellion DVD Magazine 1 & 2 (Lelouch Lamperouge)
- Code Geass: Lelouch of the Rebellion Special Edition ~Black Rebellion~ (Lelouch Lamperouge)
- Saikano (Ryōhei)
- Saint Beast (Chief Priest Pandora)
- Saint Seiya: The Lost Canvas (Bennu Kagaho)
- Tennis no ōjisama (Kenya Oshitari)
  - The Prince of Tennis Original Video Animation: Zenkoku Taikai Hen
  - The Prince of Tennis Original Video Animation: Zenkoku Taikai hen Semifinal
  - The Prince of Tennis Original Video Animation: Zenkoku Taikai Hen Fan Disc White heat Remix
  - The Prince of Tennis Original Video Animation: Another Story ~Kako to Mirai no Message~
- OVA To Heart 2 (Takaaki Kōno)
- OVA ToHeart 2 ad (Takaaki Kōno)
- Hikari to Mizu no Daphne Tokubetsu-hen 2 (Yasuki Jōnōchi)
- Mitsu×Mitsu Drops (Chihaya Yurioka)
- The Wings of Rean (Asap Suzuki)
- Tsubasa Shunraiki (Kimihiro Watanuki)
- Switch (Kai Eto)
- ×××HOLiC: Shunmuki (Kimihiro Watanuki)
- ×××HOLiC: Rou (Kimihiro Watanuki)
- Ciel In Wonderland (Grell Sutcliff)
- Welcome To The Phantomhives (Grell Sutcliff)
- William The Shinigami (Grell Sutcliff)

### Dubbing
- Harry Potter i Książę Półkrwi (Tom Riddle (nastolatek))
- High School Musical (Ryan Evans)
- Dynastia Tudorów (Henryk VIII Tudor)

## Nagrody
- Nagroda Seiyū (2007) za rolę Leloucha Lamperouge'a w anime Code Geass[4].
- Nagroda Seiyū (2009) w kategorii wyróżnienie od zagranicznych fanów[5].
- Dwie nagrody Anime Grand Prix za rolę Leloucha Lamperouge'a w anime Code Geass (2007, 2008)[6][7]
- Tokyo Anime Award za rolę Leloucha Lamperouge'a w anime Code Geass (2009)[8]